# 旧芬兰

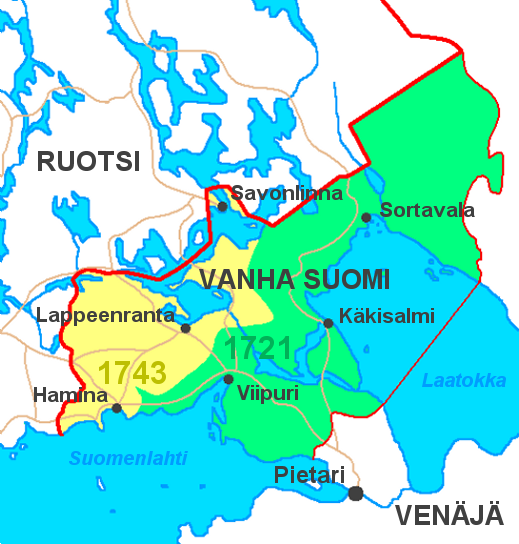
旧芬兰地图（图中VANHA SUOMI区域）

旧芬兰（芬蘭語：Vanha Suomi），是指瑞典帝國在1721年据尼斯塔德和約及1743年据奥布和约割让给俄罗斯帝国的芬兰地区。奥布和约之后，维堡、凯基萨尔米和屈明卡尔塔诺（Kyminkartano）三个省份组成为单一的维堡省。1784至1796年间此地区组成为维堡指挥所（Viipurin käskynhaltijakunta）。1803年起该省份改名为芬兰省。1812年初起俄国沙皇把芬兰省合并至芬兰大公国（即新芬兰）。
从芬兰人角度来看，旧芬兰这个概念有点逻辑不清。当然从俄国人角度来看就更顺当：旧芬兰比芬兰其它地区（新芬兰）在近百年前就划入俄罗斯帝国。旧芬兰这个名词在1809年瑞典把芬兰其它部分割让给俄国之后开始使用的。